# Bertram de Metz
Bertram ou Bertholde est évêque de Metz de 1179 ou 1180 à 1212. Il est issu de la noblesse saxonne, réputé pour ses compétences juridiques (droit civil et canonique) et théologien.

## Biographie
Il suit une formation cléricale à Cologne, où il est chanoine de Saint-Géréon vers 1170, puis archevêque de Brême et Hambourg en juin 1178.
Comme beaucoup d'autres évêques de l'Empire, il est étroitement impliqué dans les affaires de l'Empire. En mars 1179, il se rend à Rome voir le pape Alexandre III pour lui demander de le consacrer évêque pour assister au troisième concile du Latran. En chemin, il fait étape à Worms chez l'empereur Frédéric Barberousse qui le proclame évêque. À Rome, le pape, ami de Henri XII de Bavière, refuse cette consécration, mais le nommera en définitive à Metz. Le 25 janvier 1180, il apparaît pour la première fois dans les textes sous le titre d'évêque élu, dans l'entourage de l'empereur à Wurtzbourg.
En 1186, ayant reçu à Metz l'archevêque de Trèves Fulmar (et s'étant rendu au concile de Mouzon convoqué par Fulmar à la mi-février 1187), l'empereur lui envoie Werner de Bolanden avec l'ordre de le chasser et de lui confisquer ses biens ainsi que ceux de l’évêché. Bertram s'enfuit à Saint-Géréon, et rentre à Metz après le départ de Barberousse en Terre-Sainte en juin 1189. Cet épisode affaiblit durablement sa capacité d'action à Metz.
Son épiscopat est marqué par des efforts pour reprendre le contrôle de son évêché, et notamment du temporel de celui-ci. Dans sa ville épiscopale, il lutte contre la mainmise des patriciens sur le gouvernement urbain. Sitôt confirmé, il promulgue une importante charte le 21 mars 1180, qui fixe les conditions de l'élection annuelle du maître-échevin. Une autre charte de 1197 crée l'amandellerie, office proche du notariat, qui enregistre les transactions entre particuliers, avec valeur probatoire : il est probable que le but de cette institution, proche de ce que Bertram avait pu connaître à Cologne, était là encore de contourner les patriciens détenteurs du sceau de la ville, nécessaire pour établir les chartes qui ont la même fonction ailleurs. Ces actes, sous forme de registres, sont conservés dans des "arches" (archives) conservées dans les églises paroissiales de la ville ; chaque paroisse élit deux amans, qui sont membres des paraiges et sont chargés de l'établissement des actes et de leur conservation.
C'est également dans cette logique de rétablissement du pouvoir épiscopal qu'il fait construire à partir de 1181, une maison forte à Vic-sur-Seille, qui deviendra au cours du XIIIe siècle la résidence des évêques chassés de leur ville par l'autonomie acquise par la ville de Metz. De la même façon, en 1184, Bertram intervient contre les abus des sous-voués des bénédictins de Bouzonville, des administrateurs de biens de l'abbaye et qui détournaient de l'argent, causant des pertes de revenus pour le monastère.
Pendant son épiscopat est créé à Metz le Conseil des XIII, formé de membres des paraiges, qui devient progressivement la principale instance du gouvernement municipal ; Bertram les reconnaît en 1207 en les citant comme témoins dans une charte, mais l'institution n'est pas épiscopale.
En 1211, sur l'ordre du pape Innocent III, il organise une chasse contre les Vaudois, des lecteurs de la bible en langue vulgaire, avec l'abbé de Clairvaux. Toutes les bibles découvertes sont brûlées, mais l'opération ne fut pas un succès, car les Vaudois étaient protégés par des bourgeois influents. Déjà en 1199, le pape écrit une lettre aux messins, leur interdisant la lecture d'une version traduite de la bible.
Malade depuis 1210, il signe son dernier acte le 25 mars 1211 et meurt le 6 avril 1212. Il est inhumé dans la chapelle Notre-Dame-la-Tierce de la cathédrale de Metz ; sa sépulture et son épitaphe restaurée sont découvertes en décembre 1914 lors de travaux.
Jean, moine de l'abbaye de Haute-Seille, dédie à l'évêque Bertram son Dolopathos sive de rege et septem sapientibus, adaptation de la tradition du Roman des sept sages.

## Sources
- Jean Schneider, La ville de Metz au XIIIe et au XIVe siècle, Nancy, 1950.
- Le diocèse de Metz, sous la direction de Henri Tribout de Morembert, 1970.
- Myriam Chrétien, Actes de Bertram, évêque de Metz (1180-1212), mémoire de maîtrise, sous la direction de Pierre Pégeot, Nancy, 1995-1996.